# Dallara

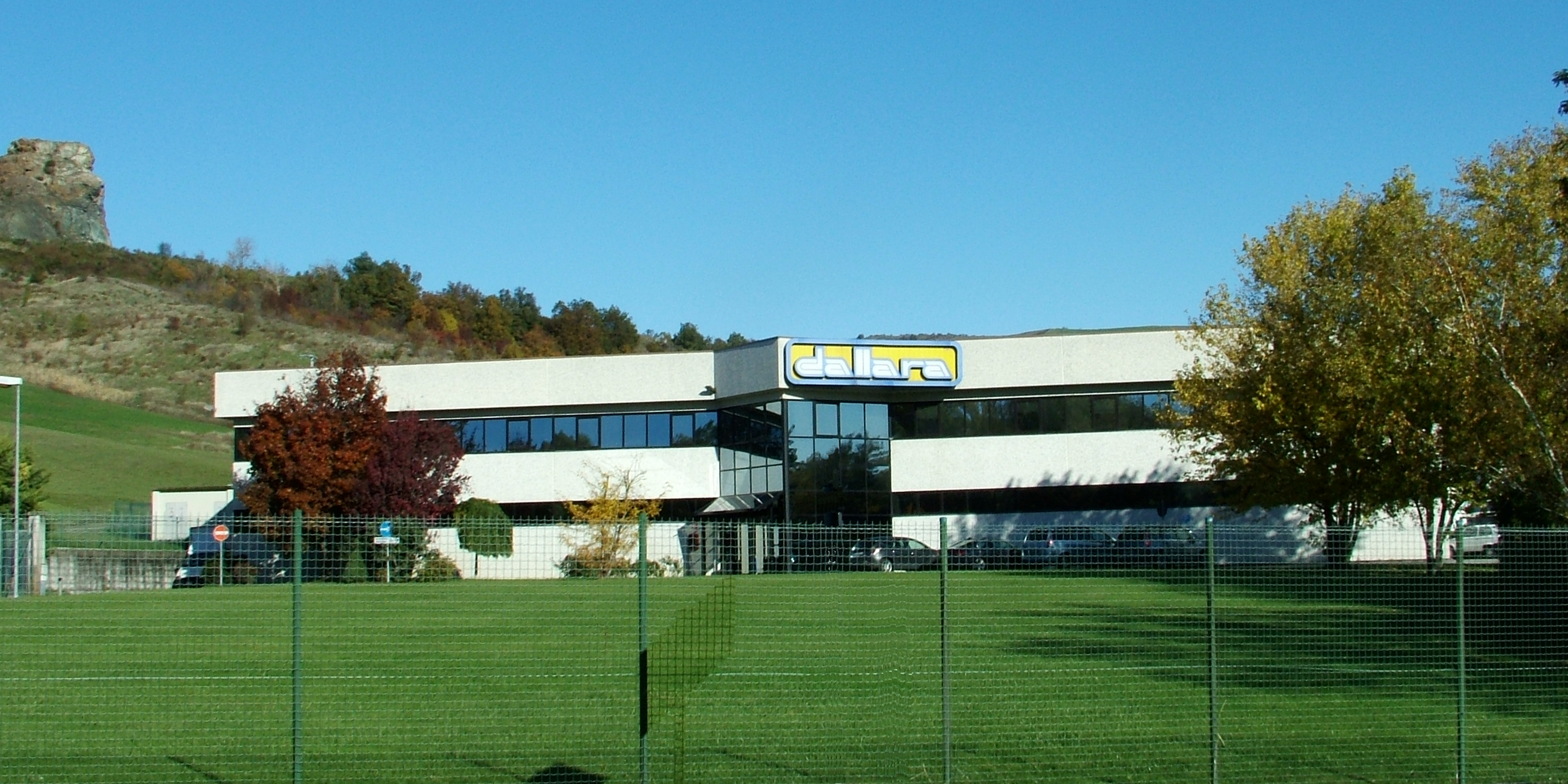
Italienischer Firmensitz

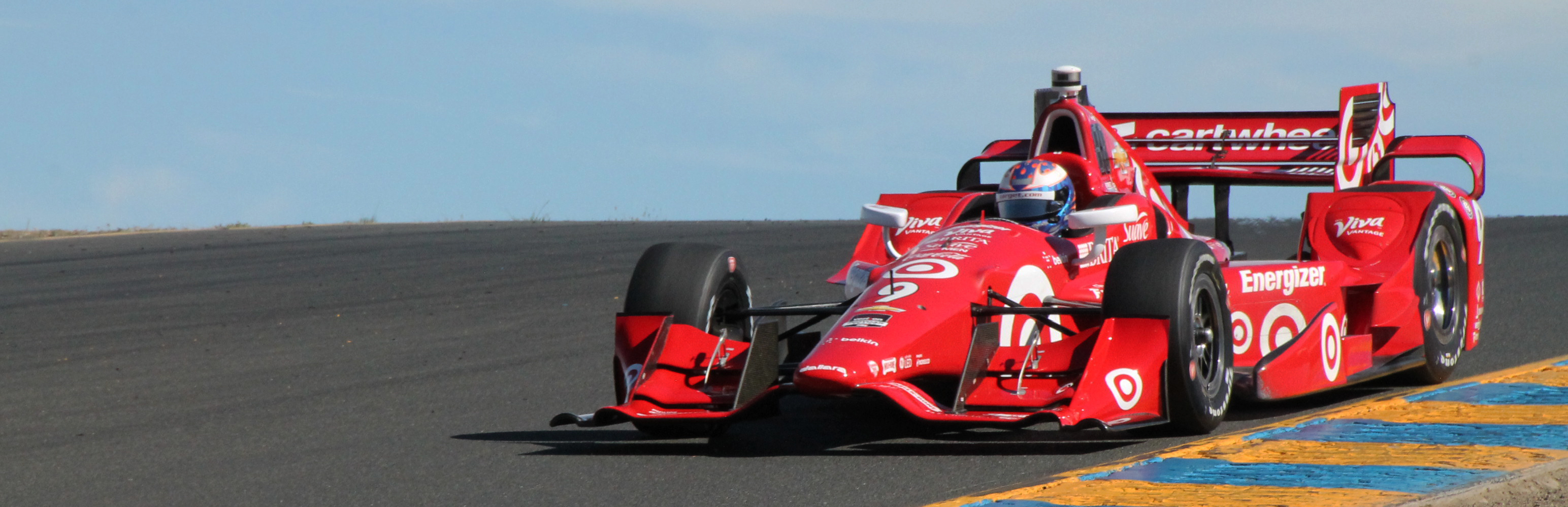
Ein DW12 der IndyCar Series 2015

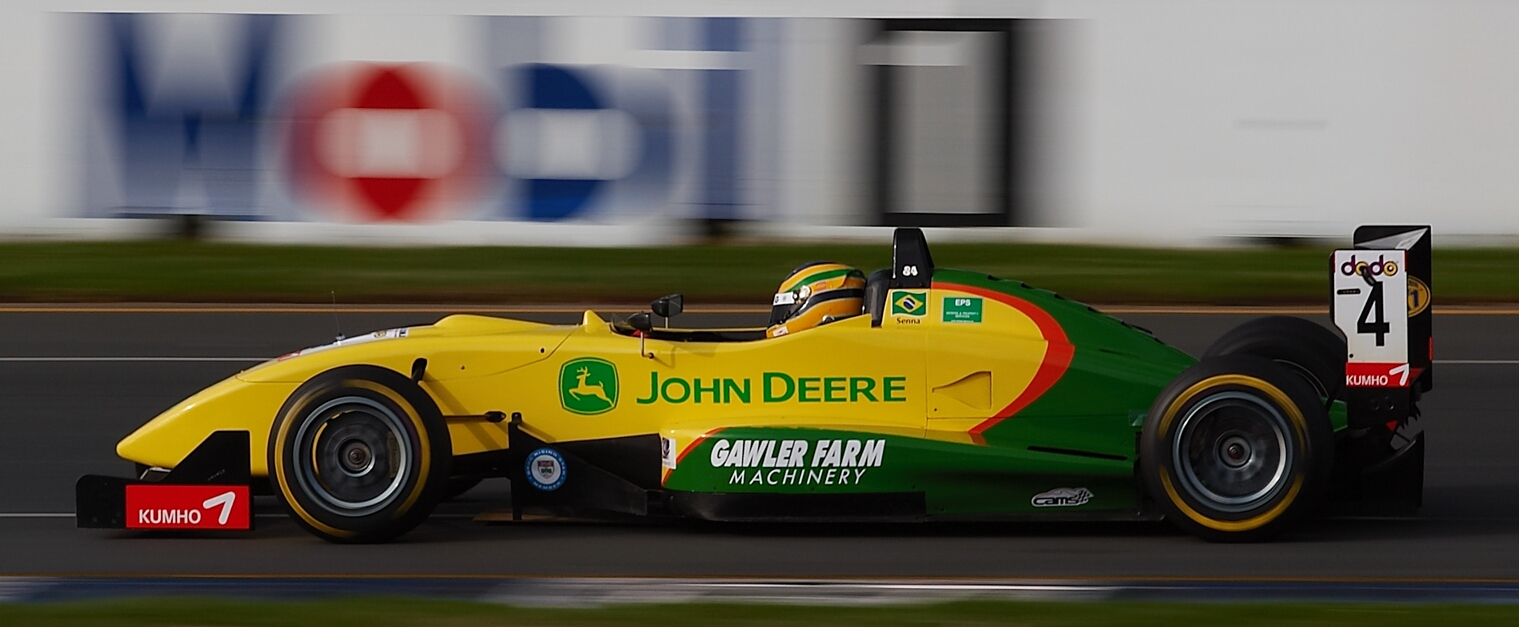
Der Dallara-F304-Formel-3-Wagen bei einem Rahmenrennen des australischen Grand Prix 2006

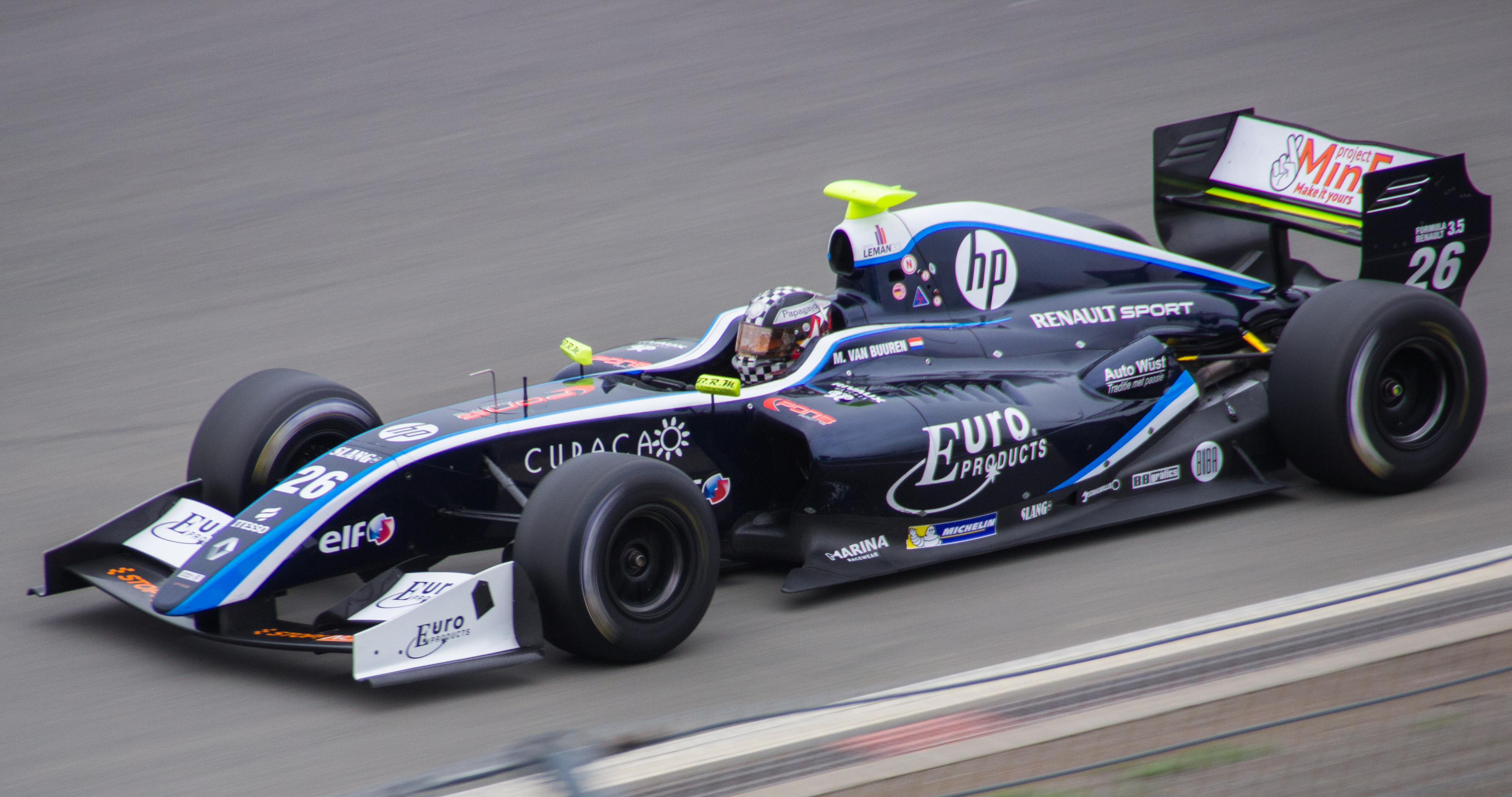
Ein Fahrzeug der Formel V8 3.5, 2014

Dallara Automobili ist ein Kraftfahrzeughersteller aus Varano de’ Melegari bei Parma, Italien mit jahrelanger Beschränkung auf Rennwagen. Dallara konstruiert Chassis für zahlreiche Rennsportklassen. In der Formel 3, IndyCar Series, GP3-Serie, Formel V8 3.5 und der Formel E werden nahezu ausschließlich Dallara-Fahrgestelle verwendet; in der Formel 1 hingegen ist Dallara trotz mehrerer Anläufe der Durchbruch bislang nicht gelungen. Seit 2016 dient Dallara dem US-amerikanischen Rennstall Haas F1 als Produktionsstätte.

## Überblick

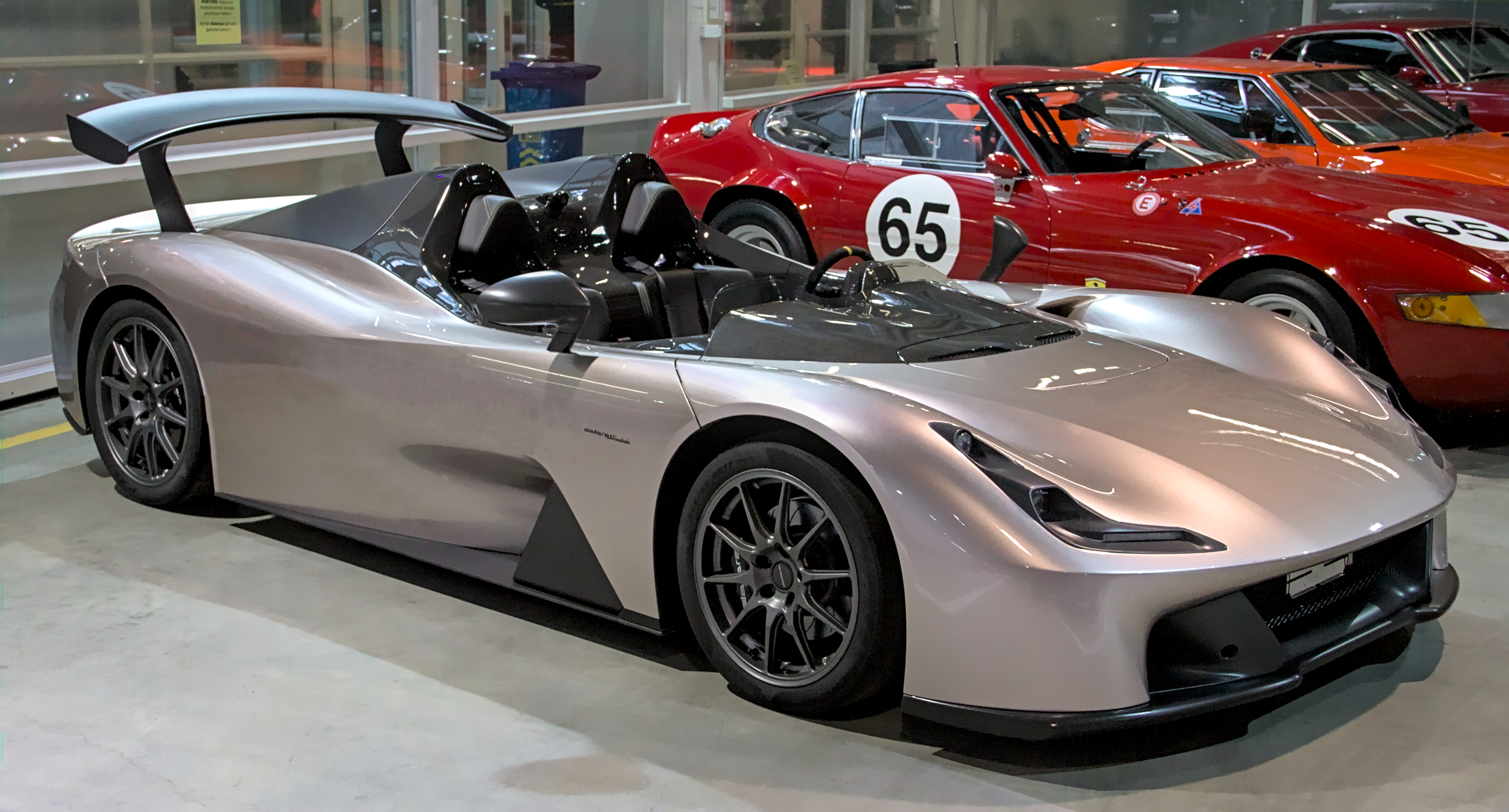
Dallara Stradale, 2017

Das Unternehmen wurde 1972 von dem Ingenieur Gian Paolo Dallara gegründet, der zuvor Automobile und Rennwagen für Ferrari, De Tomaso und Lamborghini konstruiert hatte. Anfänglich entwarf und baute Dallara Chassis für Sportwagen- und Bergrennen. Seit 1978 ist Dallara als Chassishersteller in der italienischen Formel 3 vertreten, wo seither alle Meisterschaften gewonnen wurden. 1987 konstruierte Dallara mit dem Modell 3087 ein Formel-3000-Fahrzeug, das in jenem Jahr und 1988  von den Teams Euroventurini bzw. Forti Corse eingesetzt wurde und erhebliche Defizite aufwies. 1988 stieg Dallara als Konstrukteur von Beppe Lucchinis Team Scuderia Italia in die Formel 1 ein. Die Verbindung hielt bis 1992, war aber nur von geringen Erfolgen gekrönt. Seit den 1990er Jahren entwickelte Dallara im Auftrag unterschiedlicher Unternehmen weitere Fahrzeuge für die Formel 1, die entweder nicht zum Einsatz kamen oder sich als nicht konkurrenzfähig erwiesen.
1993 entwickelte Dallara ein Formel-3-Chassis, das innerhalb kurzer Zeit die konkurrierenden Fahrzeughersteller Reynard und Ralt fast vollständig aus den meisten Formel-3-Meisterschaften verdrängen konnte. Auch das Dallara-Chassis für die Indy Racing League, das erstmals 1997 eingesetzt wurde, genießt ein Quasi-Monopol in dieser Rennserie.
Seit 2002 ist Dallara Chassis-Lieferant der Formel V8 3.5 (ehemals World Series by Nissan bzw. Formel V8 3.5) und löste damit Coloni als Hersteller der Einheitschassis ab. Die Formel-1-Nachwuchsklasse GP2-Serie wird ebenfalls exklusiv mit Dallara-Chassis gefahren.
1993 stieg Dallara mit dem Ferrari 333SP wieder erfolgreich in den Sportwagenrennsport ein. Später entwickelte Dallara die Rennversion des Ferrari F50, die Aerodynamik des Toyota GT-One, sowie einige Versionen des Audi R8. Von 2000 bis 2005 wurde der Dallara SP1 eingesetzt. Dallara ist einer der vier von der FIA und dem ACO ernannten Chassis-Hersteller für die LMP2-Klasse ab 2017, es entstand der Dallara P217.
Zusammen mit KTM wurde der X-Bow, ein Rennwagen für die Straße, für etwa 45.000 Euro entwickelt.
Im November 2017 wurde mit dem Dallara Stradale das erste straßenzugelassene Fahrzeug des Unternehmens ausgeliefert.
2021 gehört Dallara zu den zugelassenen Le-Mans-Prototyp (2)-Lieferanten.

## Dallara in der Formel 1

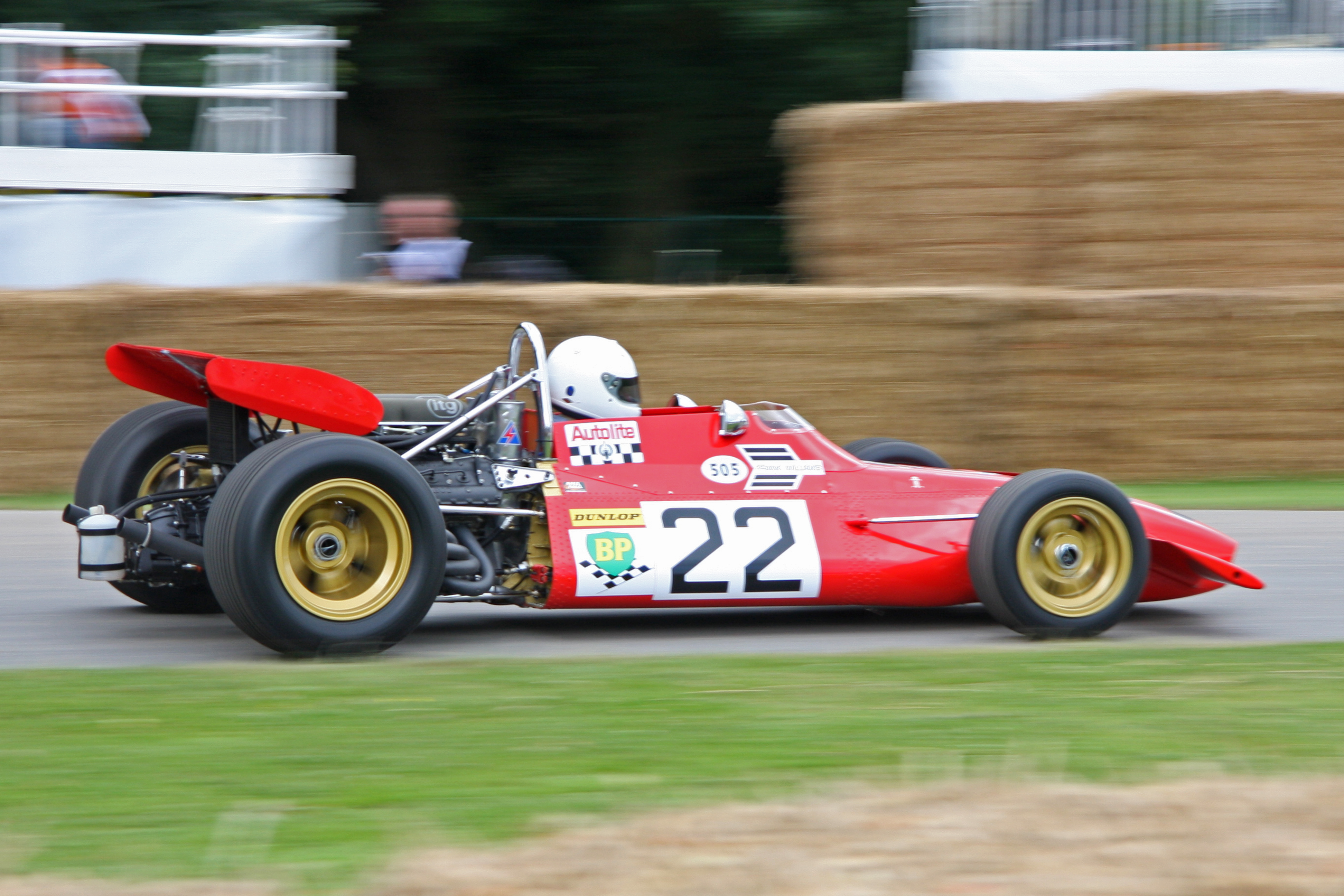
Von Giampaolo Dallara konstruiert: der 1970 von Williams eingesetzte De Tomaso 308/505

### Williams und De Tomaso
Den ersten Kontakt zur Formel 1 hatte Gian Paolo Dallara 1970, als er für den argentinisch-italienischen Unternehmer Alejandro de Tomaso ein Formel-1-Chassis konstruierte. Der als De Tomaso 308/505 bezeichnete Wagen wurde in der Formel-1-Saison 1970 von Frank Williams Racing Cars eingesetzt. Das Auto ist weniger für seine Erfolge bekannt als für den Umstand, dass der britische Rennfahrer Piers Courage in ihm beim Großen Preis der Niederlande im Spätsommer 1970 tödlich verunglückte.

### Merzario
In der Formel-1-Saison 1979 überarbeitete Dallara im Auftrag des Rennfahrers Arturo Merzario den vom Willi Kauhsen Racing Team konstruierten Kauhsen WK5. Das Team Merzario meldete den Wagen ab Sommer 1979 als Merzario A4 zu sieben Weltmeisterschaftsläufen. Der A4 verpasste bei jedem Großen Preis die Qualifikation. Lediglich am Gran Premio di Dino Ferrari, einem schwach besetzten Rennen ohne Weltmeisterschaftsstatus, nahm der A4 teil.

### BMS Scuderia Italia

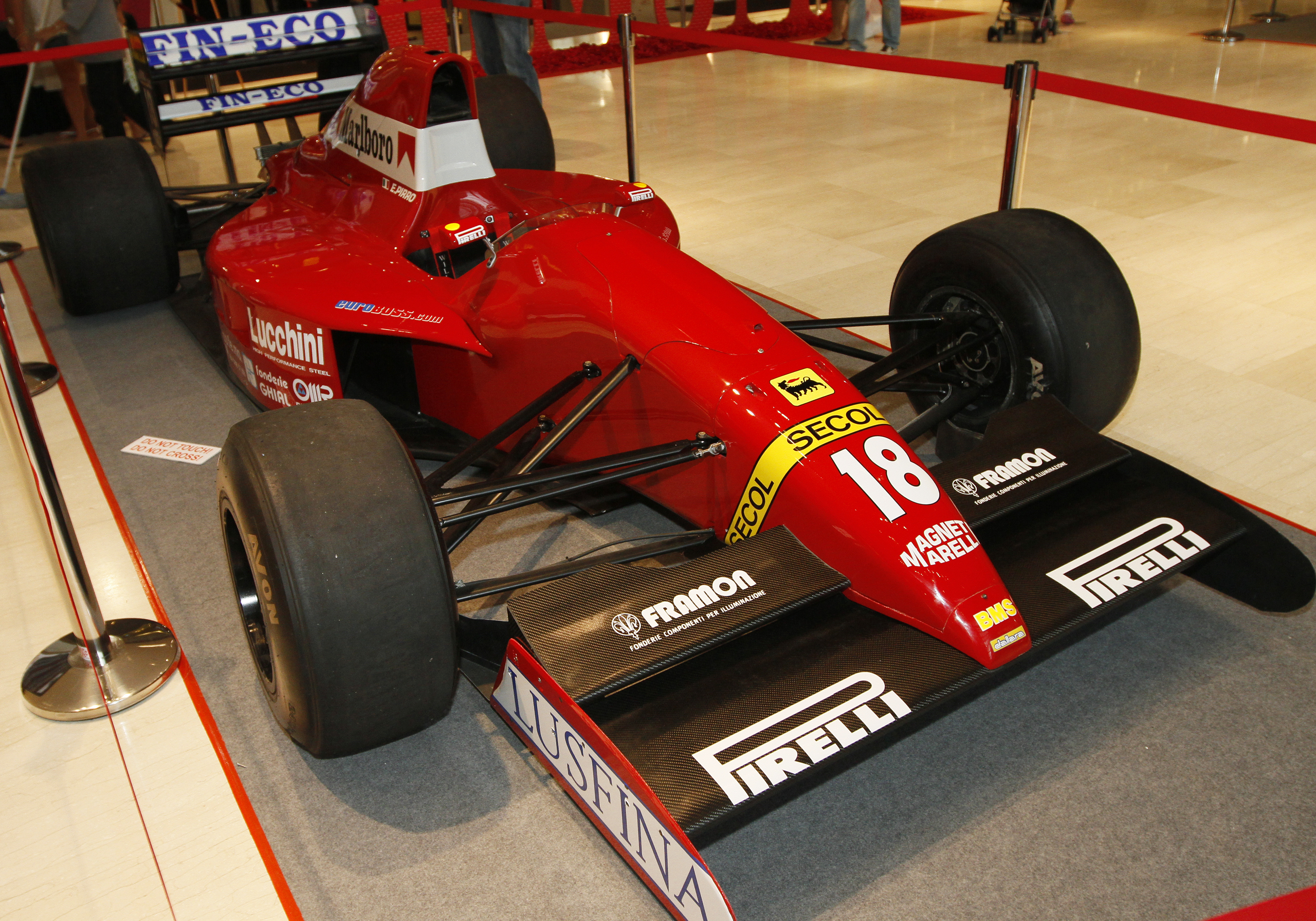
Dallara 191 aus dem Jahr 1991. Die Unternehmensgruppe des Teaminhabers Giuseppe Lucchini wirbt auf den Seitenkästen.

In den 1980er-Jahren hatte Dallara vor allem als Konstrukteur von Formel-3-Rennwagen einen guten Ruf. Als sich der Unternehmer Giuseppe Lucchini, der einen im Tourenwagensport engagierten Rennstall unterhielt, nach dem Ende der Turbo-Ära für einen Einstieg seines Teams in die Formel 1 interessierte, schien es naheliegend, die künftigen Formel-1-Chassis bei Dallara entwickeln zu lassen, um den Aufbau eines eigenen Entwicklungszentrums zu vermeiden. Ein ähnliches Konzept verfolgte zur gleichen Zeit beispielsweise Gérard Larrousse, der seine Formel-1-Fahrzeuge bei Lola entwickeln und bauen ließ.
Die Allianz zwischen Dallara und Lucchini dauerte von 1988 bis 1992. In diesen Jahren entwickelte Dallara fünf Fahrzeugtypen, die Motoren von Cosworth (1988 bis 1990), Judd (1991) und Ferrari (1992) erhielten. Das Team setzte überwiegend italienische Fahrer ein. Für BMS-Dallara fuhren Alex Caffi (1988–1989), Andrea de Cesaris (1989–1990), Gianni Morbidelli (1990), Emanuele Pirro (1990–1991), JJ Lehto (1991–1992) und Pierluigi Martini (1992).
Die Erfolge blieben bescheiden. Dallaras Autos standen in unmittelbarer Konkurrenz zu den Fahrzeugen des schwach finanzierten Minardi-Teams, das, abgesehen von einer Ausnahme, in der Konstrukteurswertung üblicherweise besser platziert war. In den fünf Jahren der Partnerschaft zwischen Dallara und BMS konnte als bestes Resultat ein dritter Platz von JJ Lehto beim Grand Prix von San Marino 1991 eingefahren werden. Im ersten Jahr wie auch 1990 erreichte das Team keine Punkte in der Konstrukteursmeisterschaft, 1989 und 1991 wurde es jeweils Achter mit acht (1989) beziehungsweise drei Punkten (1991), und 1992 schloss es die Meisterschaft mit zwei Punkten als Zehnter ab.
In der Formel-1-Saison 1992 übernahm Andrea Moda Formula die Hinterachskonstruktion des Dallara BMS 191 und verband sie mit dem veralteten Chassis des Coloni C4. Das Fahrzeug wurde für Alex Caffi und Enrico Bertaggia unter der Bezeichnung Andrea Moda Coloni C4B zur Formel-1-Weltmeisterschaft 1992 gemeldet, kam aber nicht zum Einsatz, da das Team zu Saisonbeginn zunächst disqualifiziert wurde.

### Honda
1999 baute Dallara für Honda vier Exemplare des von Harvey Postlethwaite entwickelten Honda RA099, der Vorstufe eines Fahrzeugs, mit dem Honda im Jahr 2000 werksseitig in die Formel-1-Weltmeisterschaft zurückkehren wollte. Jos Verstappen testete den RA099 bei verschiedenen Anlässen. Das Projekt wurde allerdings im Frühjahr 1999 nach dem Tod Postlethwaites beendet.

### Hispania Racing F1 Team

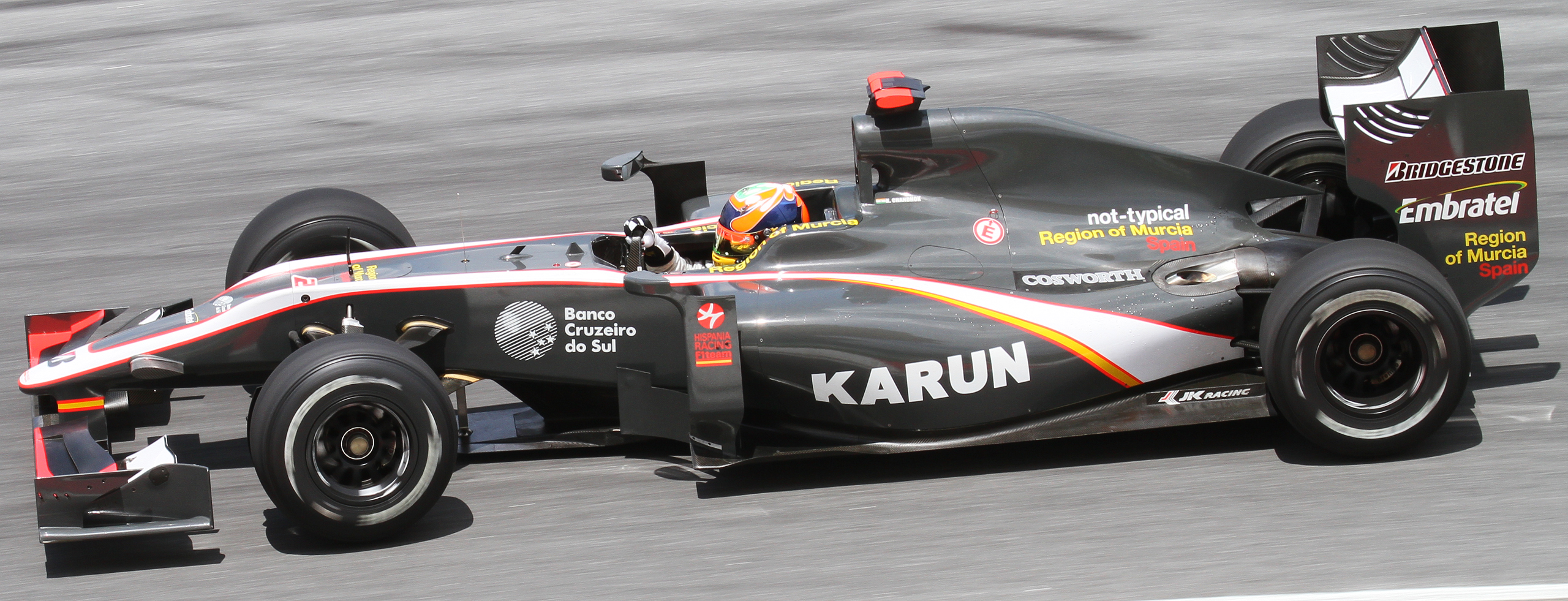
Von Dallara entwickelt: der HRT F110 des 2010 neu gegründeten Teams Hispania Racing.

2009 wurde Dallara von Adrián Campos beauftragt, für sein neu gegründetes Team Campos Grand Prix ein Formel-1-Fahrzeug zu entwickeln. Nachdem Campos in wirtschaftliche Schwierigkeiten geraten war, übernahm Hispania Racing F1 Team das Projekt und setzte Dallaras Auto in der Formel-1-Saison 2010 unter der Bezeichnung HRT F110 ein. Der Wagen wurde erst wenige Stunden vor dem ersten Rennen der Saison 2010 fertiggestellt und erwies sich im Laufe des Jahres als nicht konkurrenzfähig. Teammitarbeiter führten das im Wesentlichen darauf zurück, dass der Wagen in seiner Gesamtheit nicht dem Stand der Formel 1 entspreche; Dallara habe an vielen Stellen simple, veraltete Lösungen gewählt. HRT löste die Verbindung zu Dallara im Mai 2010 und entwickelte das Fahrzeug eigenverantwortlich weiter.

## Formel-3-Meisterschaften späterer Formel-1-Piloten mit Dallara

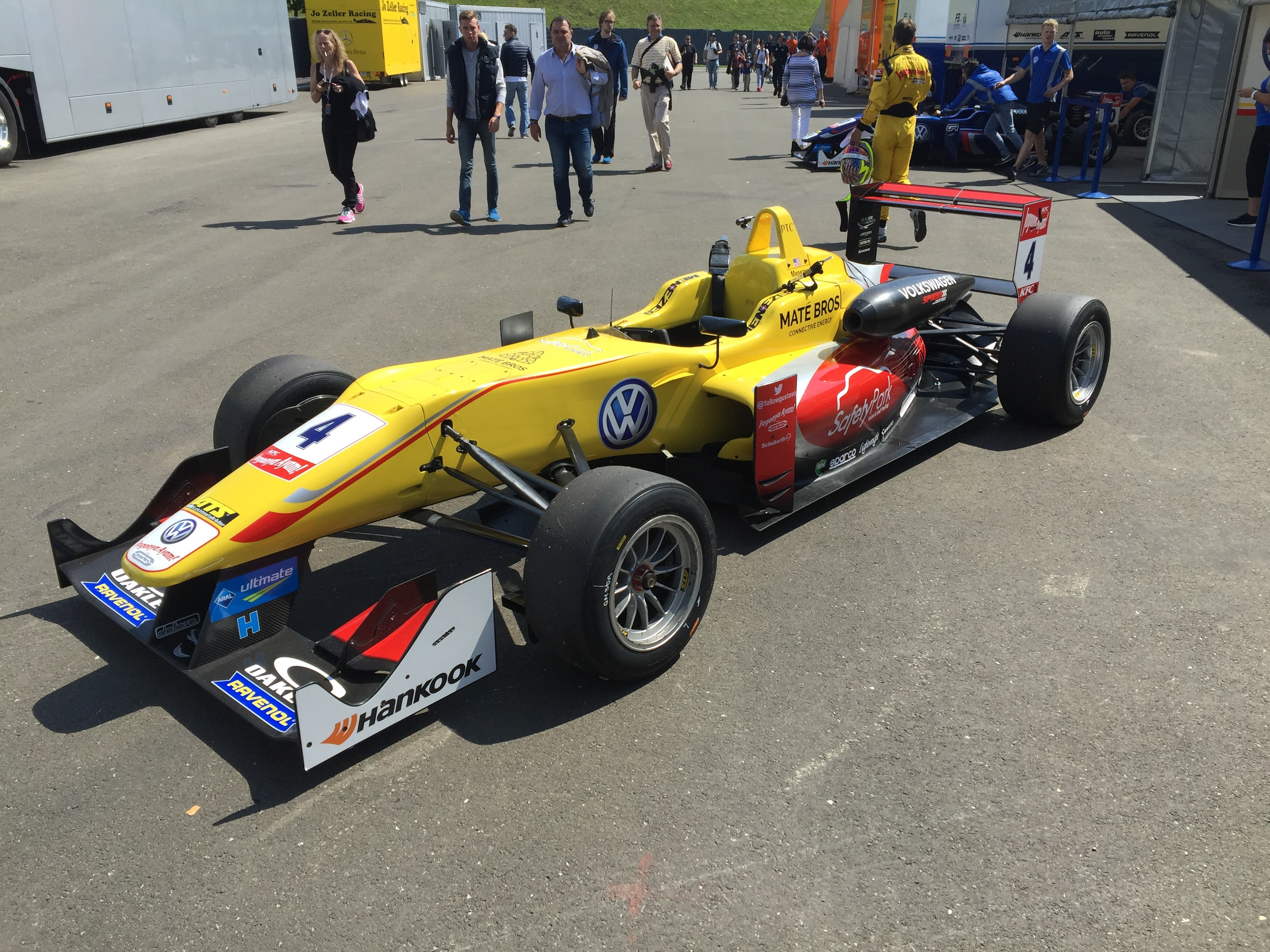
Dallara F312 (2012–2016)

- Bernd Schneider: deutscher Formel-3-Meister 1987 (Schübel-Dallara)
- Jean Alesi: französischer Formel-3-Meister 1987
- Jos Verstappen: deutscher Formel-3-Meister 1993
- Giancarlo Fisichella: italienischer Formel-3-Meister 1994
- Pedro de la Rosa: japanischer Formel-3-Meister 1995
- Ricardo Zonta: südamerikanischer Formel-3-Meister 1995
- Jarno Trulli: deutscher Formel-3-Meister 1996
- Nick Heidfeld: deutscher Formel-3-Meister 1997
- Antonio Pizzonia: britischer Formel-3-Meister 2000
- Takuma Satō: britischer Formel-3-Meister 2001
- Nelson Piquet jr.: britischer Formel-3-Meister 2004
- Lewis Hamilton: Formel-3-Euroserie-Meister 2005
- Paul di Resta: Formel-3-Euroserie-Meister 2006
- Romain Grosjean: Formel-3-Euroserie-Meister 2007
- Jaime Alguersuari: britischer Formel-3-Meister 2008
- Nico Hülkenberg: Formel-3-Euroserie-Meister 2008
- Jules Bianchi: Formel-3-Euroserie-Meister 2009
- Daniel Ricciardo: britischer Formel-3-Meister 2009
- Jean-Éric Vergne: britischer Formel-3-Meister 2010
- Roberto Merhi: Formel-3-Euroserie-Meister 2010
- Felipe Nasr: britischer Formel-3-Meister 2011
- Esteban Ocon: Europäischer Formel-3-Meister 2014
- Lance Stroll: Europäischer Formel-3-Meister 2016
- Lando Norris: Europäischer Formel-3-Meister 2017
- Mick Schumacher: Europäischer Formel-3-Meister 2018